# Mamestra ordinaria
Mamestra ordinaria là một loài bướm đêm trong họ Noctuidae.